# Ur So F**king Cool
"Ur So F**king Cool" (estilizado como Ur So F**kInG cOoL) é uma canção da cantora australiana Tones and I. Foi lançada em 29 de maio de 2020 através da Bad Batch. Foi composta e produzida pela própria Tones com Steve Mac.

## Antecedentes
Em um breve tweet, acompanhado por um visualizador, ela revelou que o novo single 'Ur So F ** kINg CoOl' será lançado em 29 de maio.

## Apresentações ao vivo
Tones apresentou a música pela primeira vez no Laneway Melbourne 2020 em 8 de fevereiro.

## Videoclipe
O videoclipe de "Ur So F**cking Cool" foi dirigido por Tones and I, Nick Kozakis e Liam Kelly e lançado em 29 de maio de 2020.

## Desempenho nas tabelas musicas
| Tabela musical (2020)                              | Melhor posição |
| -------------------------------------------------- | -------------- |
| Austrália (ARIA)                                   | 44             |
| Bélgica (Ultratip de Valônia)                      | 24             |
| Canadá (Billboard Hot Canadian Digital Song Sales) | 28             |
| Estados Unidos (Billboard Rock Songs)              | 30             |
| Nova Zelândia (RMNZ)                               | 9              |
| Suécia (Sverigetopplistan)                         | 3              |
| Suíça (Schweizer Hitparade)                        | 93             |

## Históricos de lançamentos
| Região         | Data                | Formato(s)                 | Gravadora | Ref.   |
| -------------- | ------------------- | -------------------------- | --------- | ------ |
| Várias         | 29 de maio de 2020  | Download digital streaming | Bad Batch | [ 4 ]  |
| Austrália      | 29 de maio de 2020  | Rádios mainstream          | Sony      | [ 20 ] |
| Itália         | 5 de junho de 2020  | Rádios mainstream          | Warner    | [ 21 ] |
| Estados Unidos | 9 de junho de 2020  | Rádios mainstream          | Elektra   | [ 22 ] |
| Estados Unidos | 16 de junho de 2020 | Rádios alternativos        | Elektra   | [ 23 ] |